# Gloria Dickson

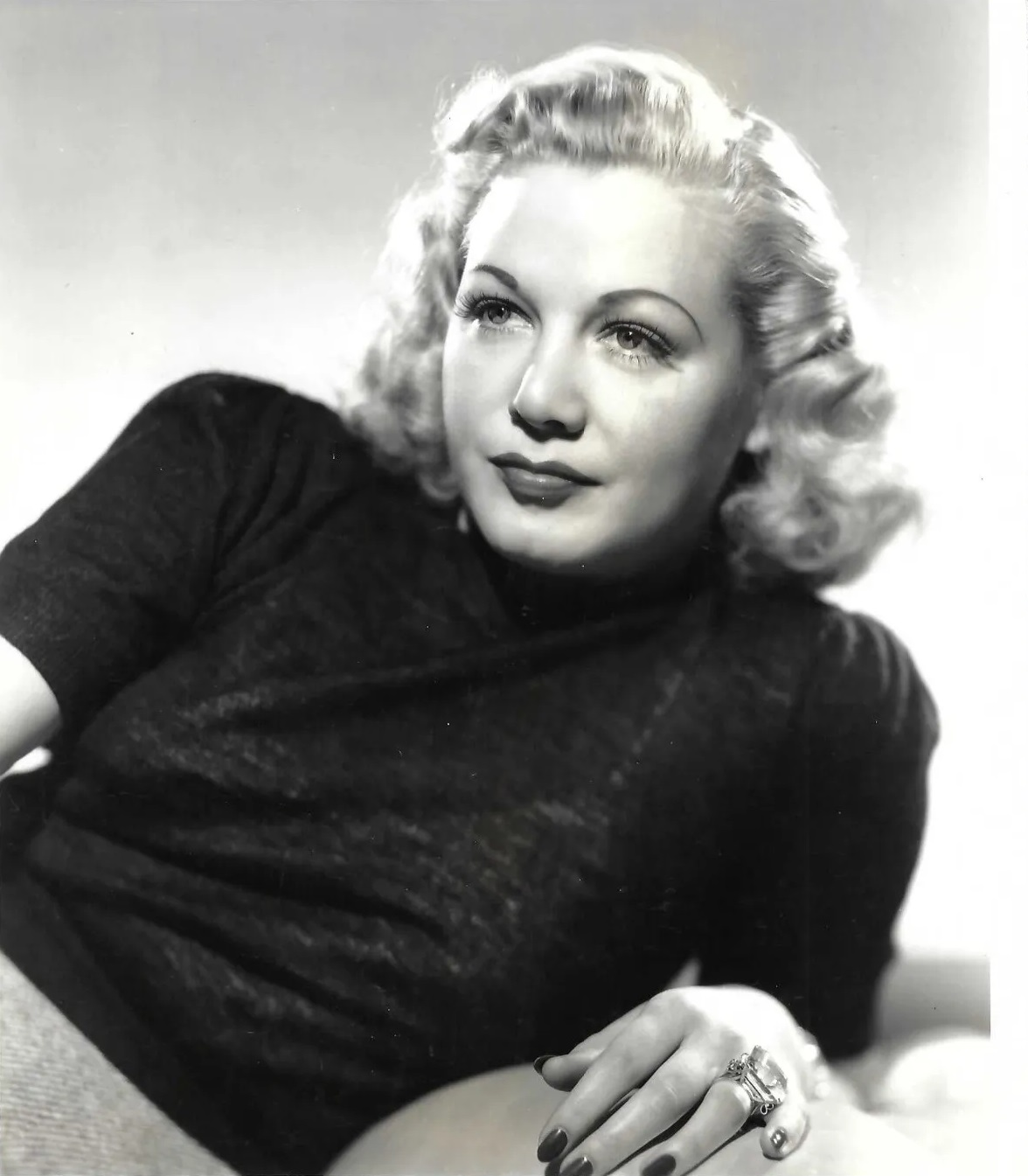
Gloria Dickson

Gloria Dickson (eigentlich Thais Alalia Dickerson; * 13. August 1917 in Pocatello, Idaho; † 10. April 1945 in Los Angeles, Kalifornien) war eine US-amerikanische Schauspielerin. Von 1937 bis zu ihrem Tod bei einem Hausbrand 1945 wirkte sie in mehr als 20 Filmproduktionen mit.

## Leben
Dicksons Vater war als Bankangestellter in Pocatello tätig. Nach seinem Tod zog die Familie 1929 nach Kalifornien, wo Dickson ihren Schulabschluss an der Long Beach Polytechnic High School machte. Anschließend trat sie in ersten kleinen Theaterrollen auf und erhielt eine Anstellung beim lokalen Radiosender KFOX in Long Beach. Im April 1936 begann Dickson ihre Laufbahn als professionelle Schauspielerin für das Federal Theatre Project. Hierbei entdeckte sie der Talentagent Max Arnow, durch den sie einen Vertrag bei Warner Brothers erhielt.
1937 gab Dickson ihr Filmdebüt im Drama They Won’t Forget, wo sie die weibliche Hauptrolle an der Seite von Claude Rains spielte. Es folgten weitere Hauptrollen, darunter 1941 als Leslie Ramsey im oscarnominierten Drama Mercy Island. 1943 hatte sie eine größere Nebenrolle als Dolly Baxter in Lady of Burlesque mit Barbara Stanwyck. Ihr letzter Film Rationing hatte einen Monat vor ihrem Tod im März 1944 Premiere. Insgesamt wirkte Dickson in 23 Filmen mit.
Gloria Dickson war von 1938 bis zur Scheidung im Jahr 1941 mit dem zu dieser Zeit in Hollywood bekannten Maskenbildner Perc Westmore verheiratet. Auch ihre zweite, von 1941 bis 1944 andauernde Ehe mit dem Regisseur Ralph Murphy wurde geschieden. Ihre dritte Ehe mit dem ehemaligen Boxer William Fitzgerald hielt von 1944 bis zu ihrem Tod im Alter von nur 27 Jahren. Dickson lebte in einem Haus in Los Angeles, das sie von ihrem Schauspielkollegen Sidney Toler gemietet hatte. Am 10. April 1945 brach ein Brand im Gebäude aus, der vermutlich durch eine glimmende Zigarette im Erdgeschoss ausgelöst worden war. Die Leichname von Dickson und ihrem Hund wurden in einem Badezimmer im Obergeschoss gefunden, durch dessen Fenster die Schauspielerin laut den Ermittlern vermutlich vor dem Feuer entkommen wollte. Sie starb an einer Asphyxie, ihr Körper und vor allem ihre Lunge wiesen starke Verbrennungen auf. Gloria Dickson wurde auf dem Hollywood Forever Cemetery bestattet.

## Filmografie
- 1937: They Won’t Forget
- 1937: Talent Scout
- 1938: Gold Diggers in Paris
- 1938: Racket Busters
- 1938: Secrets of an Actress
- 1938: Überfall auf die Arctic Queen (Heart of the North)
- 1938: Impression of the Merriest Musical of 1938 (Kurzfilm)
- 1939: Zum Verbrecher verurteilt (They Made Me a Criminal)
- 1939: Waterfront
- 1939: The Cowboy Quarterback
- 1939: No Place to Go
- 1939: On Your Toes
- 1939: Private Detective
- 1940: King of the Lumberjacks
- 1940: Tear Gas Squad
- 1940: I Want a Divorce
- 1940: This Thing Called Love
- 1941: The Big Boss
- 1941: Mercy Island
- 1942: The Affairs of Jimmy Valentine
- 1943: Power of the Press
- 1943: Lady of Burlesque
- 1943: The Crime Doctor’s Strangest Case
- 1944: Rationing